# Station Lille-Flandres

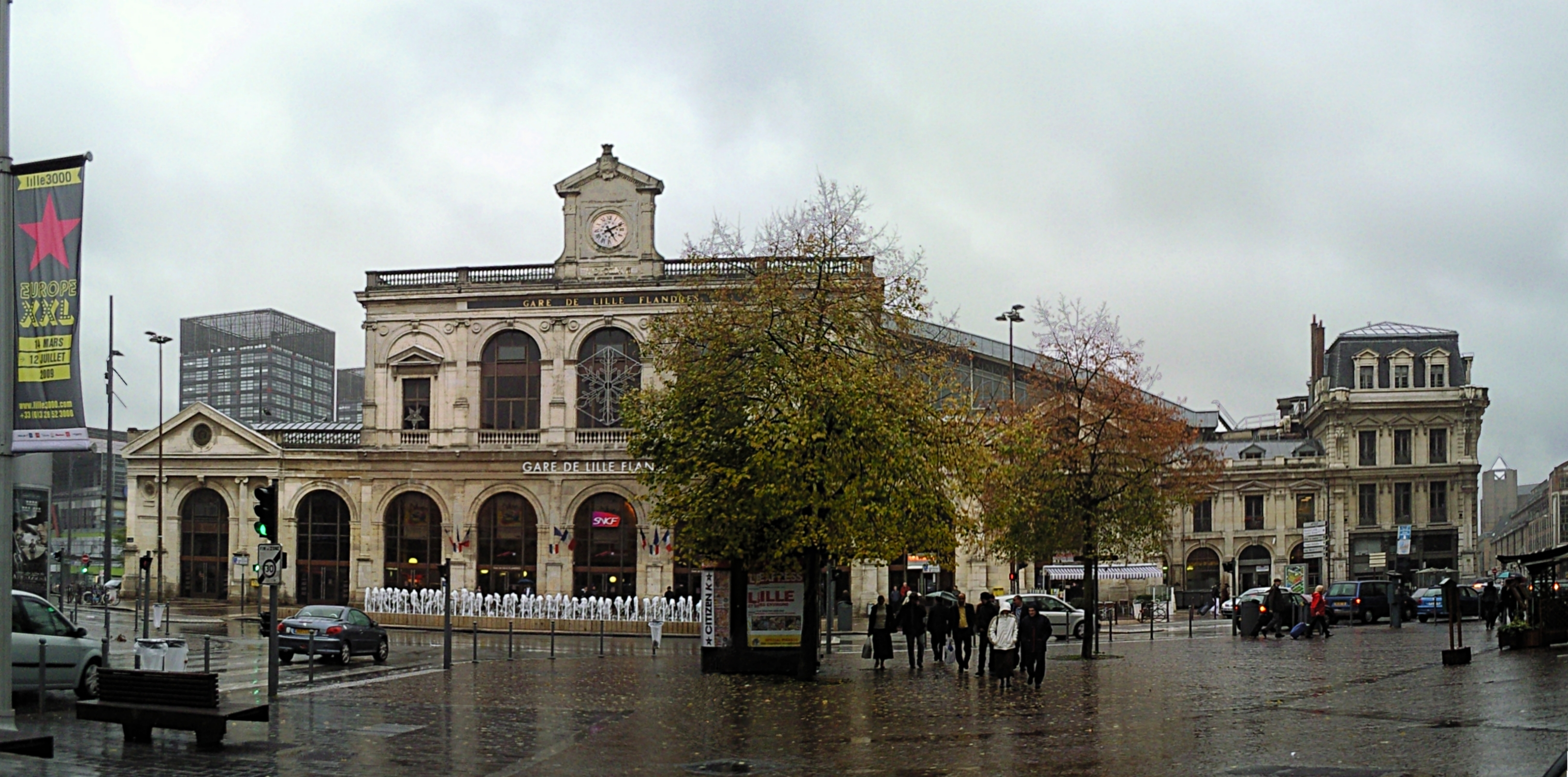
Voorgevel van het station

Station Lille-Flandres (Frans: Gare de Lille-Flandres) is het centrale trein- en metrostation van de Noord-Franse stad Rijsel. Lille-Flandres is een kopstation en opende als Station Lille (Gare de Lille) in 1843. Ofschoon sinds de opening van het station Lille-Europe in 1993 de meeste hogesnelheidstreinen het laatstgenoemde station aandoen, wordt het centraler gelegen Lille-Flandres nog steeds bediend door TGV's richting Parijs Gare du Nord. Daarnaast is dit station eindpunt van lokale TER-treinen en internationale NMBS-treinen vanuit de richting België (via Kortrijk of Doornik).
Het metrostation Lille-Flandres wordt bediend door beide lijnen van de VAL, de automatische lichte metro van Rijsel.
De voorgevel van het station is de originele voorgevel van het Parijse Gare du Nord dat in 1860 bij de bouw van een nieuwe voorgevel in stukken werd gezaagd en op zijn huidige plaats herbouwd.

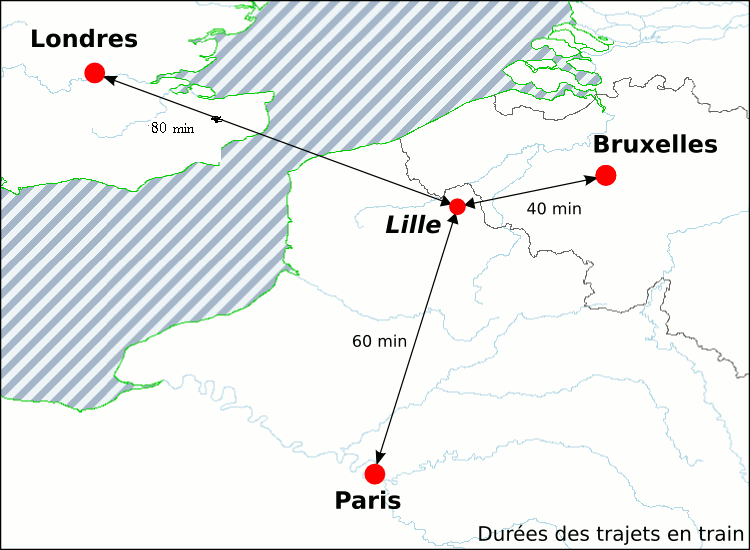
Rijsel als knooppunt tussen Londen, Brussel en Parijs

## Treindienst

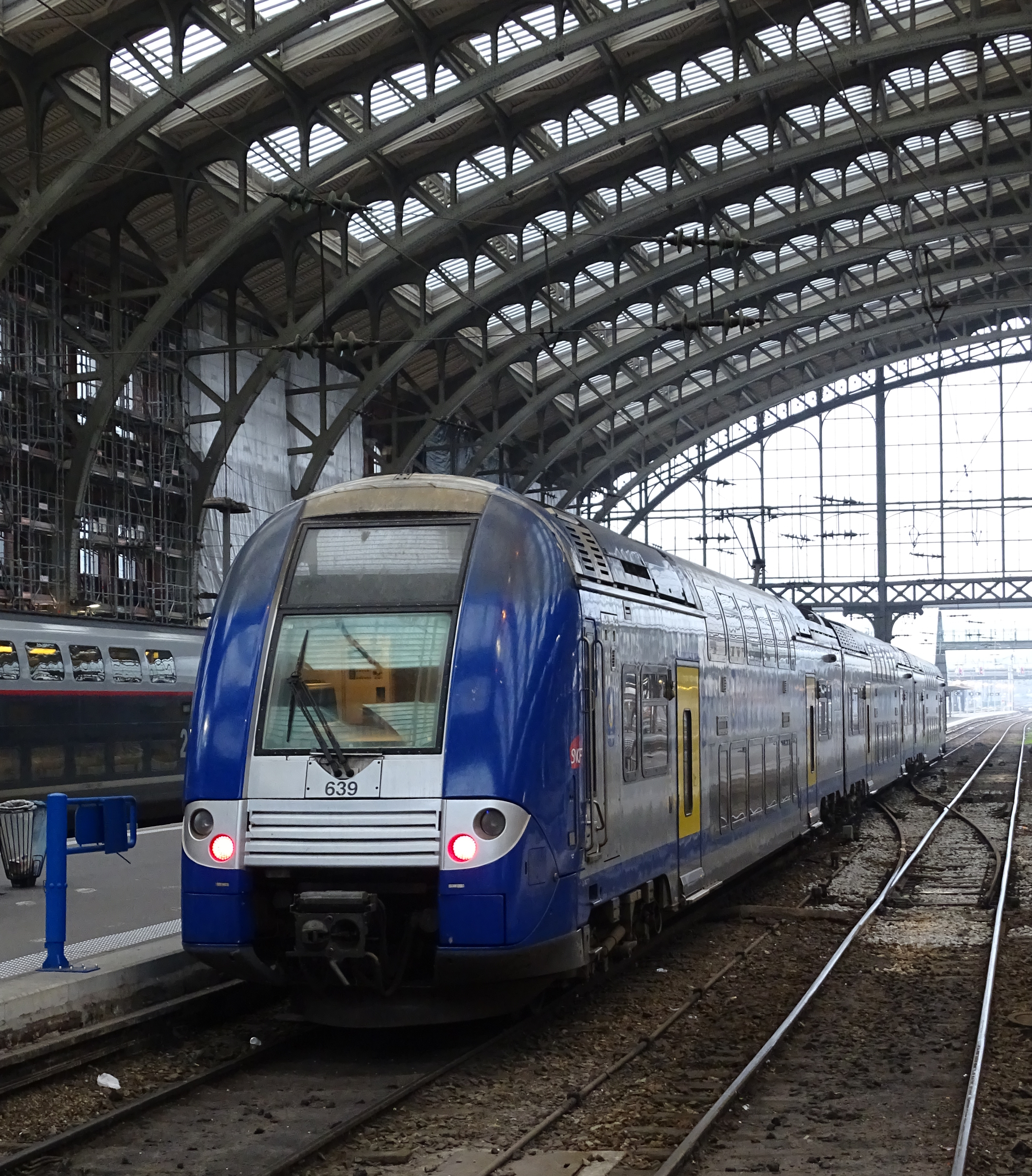
De overkoepelde perrons van het station

| Serie         | Treinsoort       | Route | Bijzonderheden                         |
| ------------- | ---------------- | --- | -------------------------------------- |
| TGV 5200      | TGV (SNCF)       | [ [ Nantes – ] / [ Rennes – ] Le Mans – ] / [ Bordeaux-Saint-Jean – Saint-Pierre-des-Corps – ] Massy TGV – Aéroport Charles-de-Gaulle 2 TGV – [ Lille-Europe ] / [ Lille-Flandres ] |                                        |
| TGV 7000      | TGV (SNCF)       | Paris-Nord – [ Arras – ] Lille-Flandres | Een trein per dag via Arras.           |
| TGV 7200      | TGV (SNCF)       | Paris Nord – Arras – [ Lille-Flandres – Tourcoing ] / [ Lille-Europe – Dunkerque ]                                                                                                  |                                        |
| C 40          | TER (SNCF)       | Lille-Flandres – Douai |                                        |
| C 41          | TER (SNCF)       | Lille-Flandres – Libercourt – Lens |                                        |
| C 50          | TER (SNCF)       | Lille-Flandres – Don-Sainghin – Béthune |                                        |
| C 51          | TER (SNCF)       | Lille-Flandres – Don-Sainghin – Lens |                                        |
| C 60          | TER (SNCF)       | Lille-Flandres – Orchies – Valenciennes |                                        |
| C 70          | TER (SNCF)       | Lille-Flandres – Armentières – Hazebrouck |                                        |
| K 12          | TER (SNCF)       | Lille-Flandres – Douai – Arras – Longueau – Creil – Paris-Nord |                                        |
| K 40          | TER (SNCF)       | Lille-Flandres – Douai – Somain – Cambrai – Saint-Quentin |                                        |
| K 44          | TER (SNCF)       | Lille-Flandres – Douai – Arras – Albert – Amiens |                                        |
| K 45          | TER (SNCF)       | Lille-Flandres – Douai – Arras – Albert – Amiens – Saint-Roch – Rouen-Rive-Droite                                                                                                   |                                        |
| K 50          | TER (SNCF)       | Lille-Flandres – Béthune – Saint-Pol-sur-Ternoise |                                        |
| K 51          | TER (SNCF)       | Lille-Flandres – Don-Sainghin – Lens |                                        |
| K 60          | TER (SNCF)       | Lille-Flandres – Orchies – Valenciennes – Aulnoye-Aymeries – Maubeuge – Jeumont |                                        |
| K 61          | TER (SNCF)       | Lille-Flandres – Orchies – Valenciennes – Aulnoye-Aymeries – Hirson – Charleville-Mézières                                                                                          |                                        |
| K 70          | TER (SNCF)       | Lille-Flandres – Armentières – Hazebrouck – Dunkerque |                                        |
| K 71          | TER (SNCF)       | Lille-Flandres – Armentières – Hazebrouck – Saint-Omer – Calais-Ville |                                        |
| K 80 IC 04    | Intercity (NMBS) | Kortrijk – Roubaix – Lille-Flandres | Vleugeltrein van serie 700.            |
| P 80          | TER (SNCF)       | Lille-Flandres – Tourcoing |                                        |
| P 81 IC 19900 | TER (SNCF/NMBS)  | Lille-Flandres – Doornik |                                        |
| P 83          | TER (SNCF)       | Lille-Flandres – Quesnoy-sur-Deûle – Deulémont – Comines | Sinds december 2019 alleen busvervoer. |

Paris-Nord ·
Pont-Marcadet ·
Stade de France - Saint-Denis ·
Saint-Denis ·
Pierrefitte - Stains ·
Garges - Sarcelles ·
Villiers-le-Bel - Gonesse - Arnouville ·
Goussainville ·
Les Noues ·
Louvres ·
Survilliers - Fosses ·
La Borne Blanche ·
Orry-la-Ville - Coye ·
Chantilly - Gouvieux ·
Creil ·
Laigneville ·
Liancourt - Rantigny ·
Clermont-de-l'Oise ·
Avrechy ·
Saint-Rémy-en-l'Eau ·
Saint-Just-en-Chaussée ·
Gannes ·
Chepoix ·
Breteuil-Embranchement ·
La Faloise ·
Ailly-sur-Noye ·
Dommartin - Remiencourt ·
Boves ·
Longueau ·
Lamotte-Brebière ·
Daours ·
Corbie ·
Heilly ·
Méricourt-Ribémont ·
Buire-sur-l'Ancre ·
Albert ·
Beaucourt-Hamel ·
Miraumont ·
Achiet ·
Courcelles-le-Comte ·
Boisleux ·
Arras ·
Rœux ·
Biache-Saint-Vaast ·
Vitry-en-Artois ·
Brebières-Sud ·
Corbehem ·
Douai ·
Pont-de-la-Deûle ·
Leforest ·
Ostricourt ·
Libercourt ·
Phalempin ·
Seclin ·
Wattignies-Templemars ·
Ronchin ·
Fives ·
Lille-Flandres
Fives ·
(Lille-Flandres) ·
Croix-Wasquehal ·
Croix-L'Allumette ·
Roubaix ·
Tourcoing ·
Tourcoing-Frontière ·
Moeskroen